# Michiya Okamoto
Michiya Okamoto (japanisch 岡本 享也 Okamoto Michiya; * 15. Mai 1995 in der Präfektur Kanagawa) ist ein japanischer Fußballspieler.

## Karriere
Michiya Okamoto erlernte das Fußballspielen in den Jugendmannschaften des FC Tokyo und Kawasaki Frontale sowie in der Universitätsmannschaft der Nihon-Universität. Seinen ersten Vertrag unterschrieb er am 1. Februar 2018 beim FC Gifu. Der Verein aus Gifu spielte in der zweiten japanischen Liga, der J2 League. Am Ende der Saison 2019 musste er mit Gifu in die dritte Liga absteigen. In Gifu kam er in der Liga nicht zum Einsatz. Im Januar 2023 wechselte er zum ebenfalls in der dritten Liga spielenden YSCC Yokohama. Am Ende der Saison 2024 musste er mit Yokohama in die vierte Liga absteigen. Für den Verein aus Yokohama bestritt er 18 Drittligaspiele. Nach zwei Spielzeiten wechselte er im Januar 2025 zum Zweitligisten JEF United Ichihara Chiba.